# Literarna nagrada Pont
Evropska in sredozemska literarna nagrada PONT je mednarodna nagrada za književnost, ki jo od leta 2021 podeljuje ZRS Koper in Založba Beletrina s finančno podporo MO Koper. Nagrado spremlja program in svečana podelitev v Kopru. Drugič je bila podeljena 17. februarja 2022, v dvorani sv. Frančiška Ašiškega. 
Ime nagrade »pont«, kar pomeni v francoščini most in navezuje na poimenovanje Črnega morja v Antiki kot Pontos Euxeinos : Gostoljubno morje. 
Nagrajenec prejme finančno nagrado, enomesečno bivanje v občini Koper (Hiša Alojza Kocjančiča) in izdajo knjige v slovenščini v zbirki pont. Prejemniki listine dobijo enomesečno rezidenco v občini Koper.

## Nagrajenci

### 2018
Nagrada PONT
- Josip Osti[1]

### 2021
Nagrada PONT
- Jan Wagner

Listina PONT
- Nina Medved (za perspektivno književno ustvarjalko)
- Patrizio Rigobon (za književnega prevajalca)
- Barbara Pregelj (za strokovnjakinjo s področja jezika in književnost)

Člani komisije: Igor Divjak, Vesna Mikolič (predsednica), Diana Pungeršič, Simona Škrabec, Aleš Šteger

### 2024[2]
Nagrada PONT
- Stefan Hertmans

Listina PONT
- Mohamad Abdul Munem (listina za perspektivnega avtorja medkulturne književnosti )
- Vasja Bratina (za književnega prevajalca)
- Elisa Biagini (listina za specialistko na področju medkulturne književnosti)